# Giải bóng đá vô địch quốc gia Quần đảo Cook 1987
Giải bóng đá vô địch quốc gia Quần đảo Cook 1987 là mùa giải thứ 17 được ghi nhận của giải đấu bóng đá cao nhất ở Quần đảo Cook, với việc không rõ kết quả ở các mùa giải từ 1951 đến 1969 và mùa giải 1986. Arorangi giành chức vô địch thứ 2 được ghi nhận, và mới chỉ là lần thứ 3 kể từ mùa giải đầu tiên năm 1950 nếu chức vô địch không thuộc về Titikaveka, theo sau chiến thắng của Avatiu ở mùa giải 1980 và của Arorangi ở mùa giải 1985.